# Rudolf Gerber (Musikwissenschaftler)
Rudolf Gerber (* 15. April 1899 in Flehingen; † 6. Mai 1957 in Göttingen) war ein deutscher Musikwissenschaftler. Er war Professor und Direktor des Musikwissenschaftlichen Seminars der Universität Gießen und ab 1943 Ordinarius der Musikwissenschaft an der Universität Göttingen.

## Leben
Gerber, Sohn des Steuersekretärs Michael Gerber und dessen Ehefrau Friederike, geb. Streib, erhielt bereits während seiner Schulzeit in Karlsruhe in der Zeit von 1910 bis 1917 am Munzschen Konservatorium Violinunterricht. Von 1918 bis 1922 studierte er in Halle und an der Universität Leipzig Musikwissenschaft bei Hermann Abert, Kunstgeschichte bei Wilhelm Waetzoldt und Wilhelm Pinder sowie Philosophie bei Johannes Volkelt, F. Krüger und Driesch. 1922 wurde Gerber mit einer Dissertation über Die Arie in den Opern J. A. Hasses zum Dr. phil. promoviert. Anschließend war er bis 1928 Assistent am Musikhistorischen Seminar der Universität Berlin.
Nachdem er sich 1928 an der Universität Gießen habilitiert hatte, wurde er dort 1932 außerplanmäßiger Professor. Von 1933 bis 1935 lehrte er an der Universität Frankfurt, seit 1938 auch als Dozent für Kirchenmusik an der dortigen Musikhochschule. Von 1937 bis 1943 war er planmäßiger außerordentlicher Professor für Musikwissenschaft an der Universität Gießen. 1952 wurde er zum ordentlichen Mitglied der Göttinger Akademie der Wissenschaften gewählt.
Gerber war bereits 1935 mit einem Aufsatz über die Aufgaben der Musikwissenschaft im Dritten Reich in der Zeitschrift für Musik hervorgetreten. Am 17. Oktober 1937 beantragte er die Aufnahme in die NSDAP und wurde rückwirkend zum 1. Mai desselben Jahres aufgenommen (Mitgliedsnummer 5.863.193).
Auf der Musikwissenschaftlichen Tagung im Rahmen der Reichsmusiktage hielt er am 26. Mai 1938 einen Vortrag über Volkstum und Rasse in der Persönlichkeit und Kunst von Johannes Brahms.
1939/40 erschien in der Zeitschrift für deutsche Geisteswissenschaft unter dem Titel Die Musik der Ostmark ein antisemitischer Beitrag Gerbers, in dem er u. a. behauptete:

„Eine andere Generation bekam am Ende des vergangenen Jahrhunderts das Heft in die Hand, deren Wortführer nicht mehr Menschen der Ostmark waren, sondern das internationale Judentum, dessen erster Hauptvertreter, der tschechische Ghetto-Jude Gustav Mahler, eine Ära des äußeren und inneren Zerfalls einleitete.“

Gerber arbeitete eng mit Herbert Gerigk zusammen, der ihn für ein Musiklexikon im Rahmen der geplanten Hohen Schule der NSDAP gewinnen konnte. Gerber schrieb in seiner Zusage vom 3. März 1940, dass er die gesamte evangelische Kirchenmusik von Luther bis Bach, sowie die italienische Oper des 18. Jahrhunderts, die Musik des 15. Jahrhunderts und vielleicht auch die mehrstimmige Musik des Mittelalters übernehmen könne.
Im Rahmen seiner Tätigkeit bei der Hauptstelle Musik des Beauftragten des Führers für die Überwachung der gesamten geistigen und weltanschaulichen Schulung und Erziehung der NSDAP (Amt Rosenberg), die von Herbert Gerigk geleitet wurde, war er Mitarbeiter von Rosenbergs Zeitschrift Musik im Kriege.
1942 hielt sich Gerber von Ende Oktober bis Anfang November als Mitarbeiter des ERR „im Auftrag der Hohen Schule“ der NSDAP in Paris auf, um Material für eine umfangreiche Untersuchung über den Einfluss deutscher Musiker auf die Musikkultur Frankreichs zu sammeln.
In seiner Selbstdarstellung in der MGG Band 4, 1955 verschwieg er seine Tätigkeiten für die NSDAP und betonte nur, dass er seit 1938 Mitglied der Akademie gemeinnütziger Wissenschaften zu Erfurt und seit 1952 Mitglied der Akademie der Wissenschaften in Göttingen war.

## Werke
- Der Operntypus J. A. Hasses und seine textlichen Grundlagen, Leipzig 1925
- Das Passionsrezitativ bei Heinrich Schütz und seine stilgeschichtlichen Grundlagen, Gütersloh 1929
- Johannes Brahms, Potsdam 1938
- Christoph Willibald Gluck, Potsdam 1941, 2., erweiterte Auflage 1950[12]
- Christoph Willibald Gluck. Akademische Verlagsgesellschaft Athenaion, München, 1950
- Bachs Brandenburgische Konzerte: Eine Einführung in ihre formale und geistige Wesensart. Bärenreiter-Verlag, Kassel, Basel, 1951
- Zur Geschichte des mehrstimmigen Hymnus: Gesammelte Aufsätze. Bärenreiter-Verlag, Kassel, Basel, Paris, London, New York, 1965